# Лабид ибн аль-Асам
Лаби́д ибн аль-А́сам (араб. لبيد بن الأعصم‎; VI—VII века, точные даты рождения и смерти неизвестны) — мединский иудей из рода Бану Зурейк, известный тем, что наслал колдовство на исламского пророка Мухаммеда.

## В мусульманских источниках
Согласно преданию, приведённому в «Китаб ат-Табакат аль-Кубра» Ибн Саада, предводители иудеев города Медина обратились к Лабиду ибн аль-Асаму, как к самому искусному из них на колдовском поприще. Они посетовали на то, что никто из колдунов, к которым они обратились не смог подействовать на Мухаммеда. Для околдовывания Лабид взял волосы Мухаммеда, которые остались на его расчёске и провёл над ними ритуал. В результате этого он не мог вступать в половую связь со своими жёнами (Ибн Хишам: «…пытался околдовать Пророка, чтобы он не любил своих жён»).
В сборниках хадисов «Сахих аль-Бухари», «Сахих Муслим» и «Муснад имама Ахмада» приводится рассказ жены Мухаммеда Аиши об этом случае. По её словам, в результате колдовства Мухаммеду казалось, что он совершает действия, которых он на самом деле не совершал. Согласно одной из версий этого предания, это продолжалось в течение шести месяцев. Мухаммед обратился к Аллаху с мольбой избавить его от этой напасти и, в один из дней, когда он был в доме Аиши, к нему пришли два ангела в образе мужчин, которые поведали о колдуне Лабиде ибн аль-Асаме и том, где спрятано его колдовство. После этого Мухаммед вместе со своими сподвижниками отправился к колодцу Зу Арван (араб. ذو أروان‎), упомянутому теми ангелами, и приказал закопать его. После последовавшего исцеления он не стал приговаривать Лабида ибн аль-Асама к казни. По мнению аль-Куртуби, это было вызвано опасением смуты, которая могла последовать за этим, а также стремлением не отталкивать людей от принятия ислама.
Дальнейшая судьба Лабида ибн аль-Асама неизвестна. Сын его сестры — Талут считается учителем известного еретика Баяна ибн Самаана (сожжён в 717 году), который в свою очередь значительно повлиял на основателя течения фаталистов-джабритов аль-Джаада ибн Дирхама (обезглавлен в 724 году).